# Wybory prezydenckie na Litwie w 1997 roku

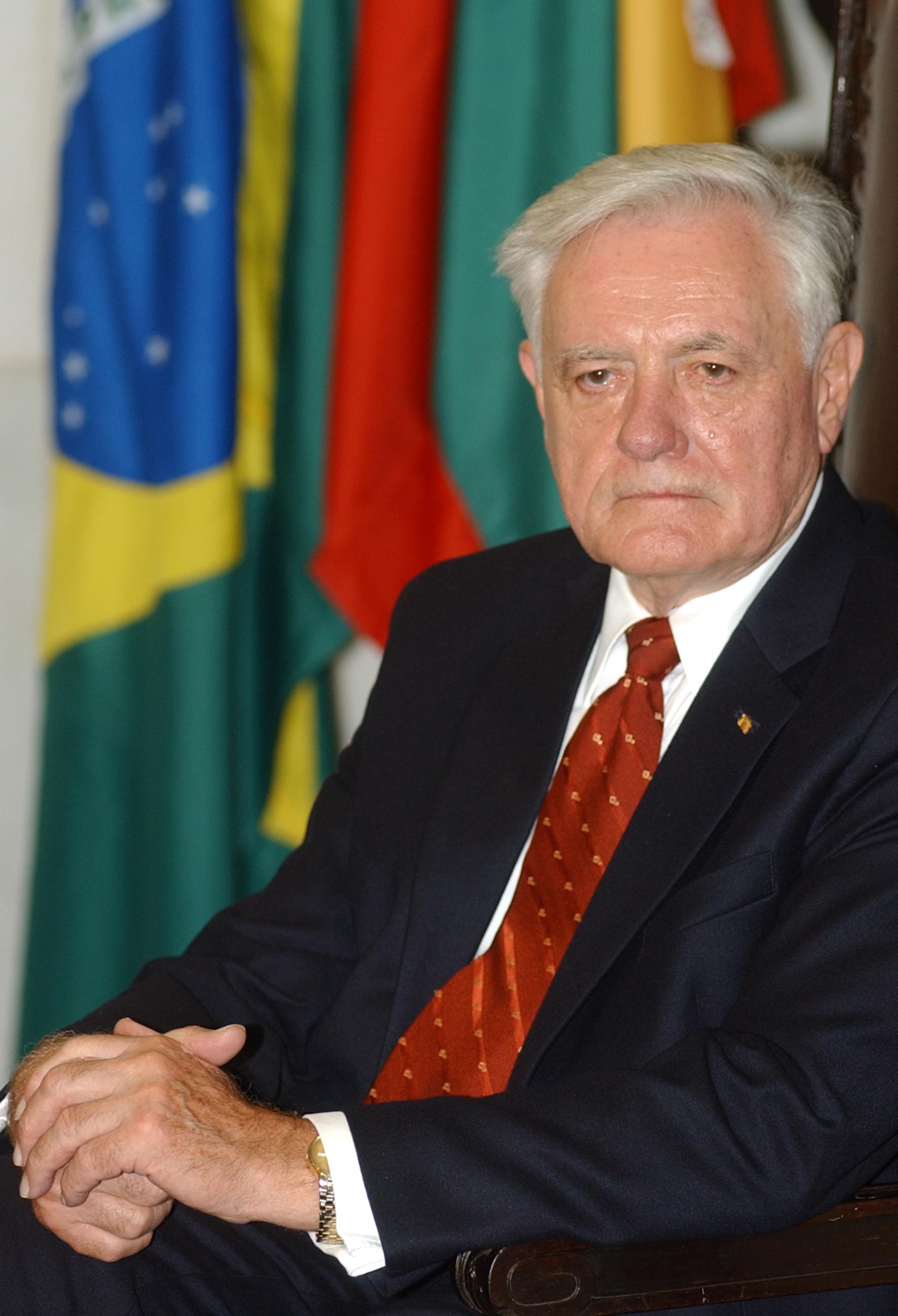
Valdas Adamkus

Wybory prezydenckie na Litwie w 1997 roku odbyły się 21 grudnia 1997. Drugą turę przeprowadzono 4 stycznia 1998.
Zakończyły się one zwycięstwem Valdasa Adamkusa, politycznego emigranta i weterana II wojny światowej. Urzędujący prezydent, Algirdas Brazauskas, nie ubiegał się o reelekcję.

## Wyniki

### I tura
| Kandydat             | Partia                              | Głosy     | %      |
| -------------------- | ----------------------------------- | --------- | ------ |
| Artūras Paulauskas   | bezpartyjny                         | 838 819   | 45,30% |
| Valdas Adamkus       | bezpartyjny                         | 516 798   | 27,90% |
| Vytautas Landsbergis | Związek Ojczyzny                    | 294 881   | 15,90% |
| Vytenis Andriukaitis | Litewska Partia Socjaldemokratyczna | 105 916   | 5,70%  |
| Kazys Bobelis        | Związek Chrześcijańskich Demokratów | 73 287    | 4,00%  |
| Rolandas Pavilionis  | bezpartyjny                         | 16 070    | 0,70%  |
| Rimantas Smetona     | bezpartyjny                         | 6697      | 0,40%  |
| Razem                | Razem                               | 1 852 468 | 100%   |

### II tura
| Kandydat           | Partia      | Głosy     | %      |
| ------------------ | ----------- | --------- | ------ |
| Valdas Adamkus     | bezpartyjny | 968 031   | 50,40% |
| Artūras Paulauskas | bezpartyjny | 953 775   | 49,60% |
| Razem              | Razem       | 1 937 786 | 100%   |